# إلوفيسك
إلوفيسك هي مدينة من مدن أوكرانيا. يبلغ عدد سكانها 15,949 نسمة وذلك حسب إحصائيات سنة 2013.